# Otto Wüst

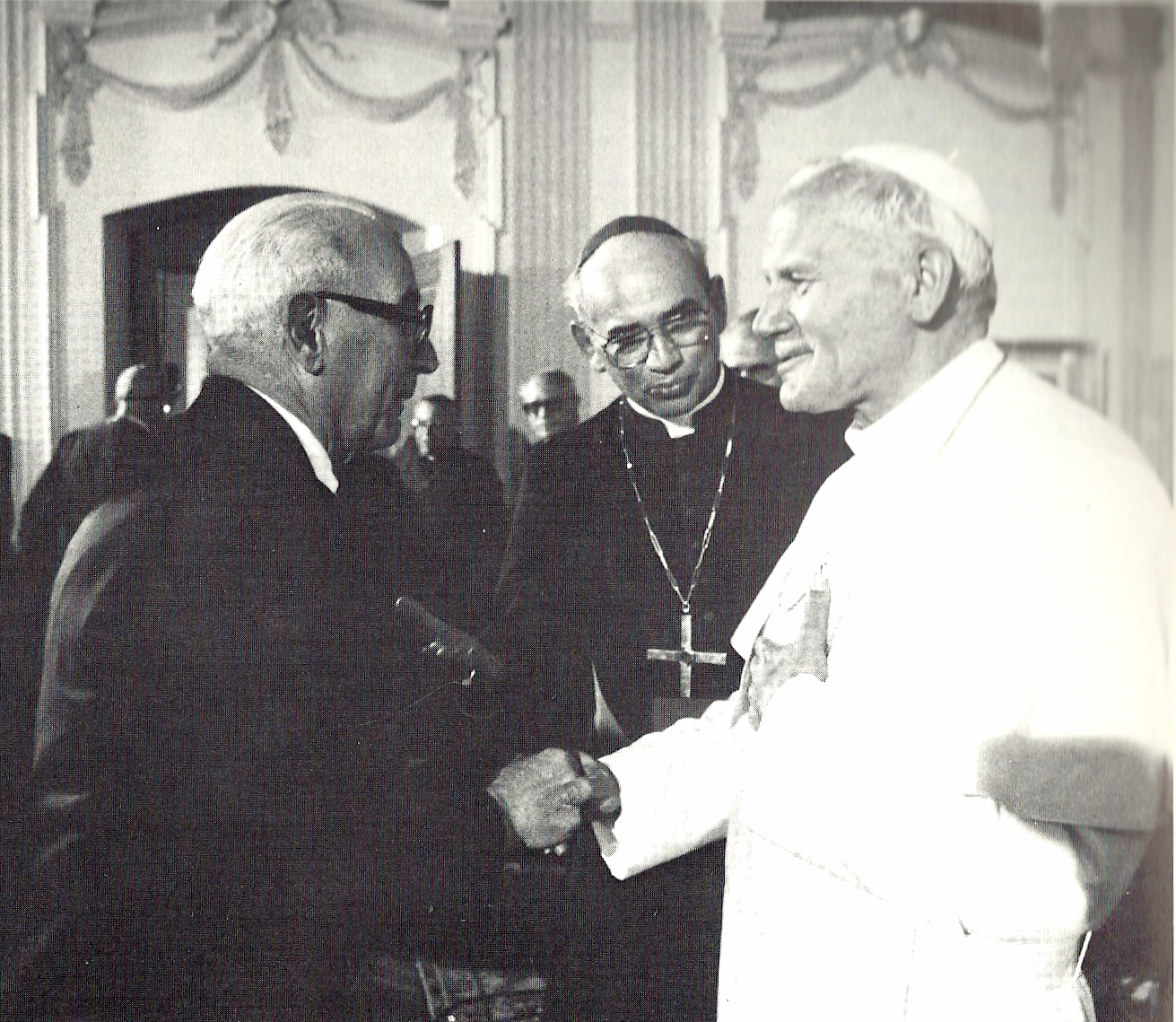
Eugen Vogt wird am 14. Juli 1984 von Bischof Dr. Otto Wuest in Einsiedeln Papst Johannes Paul II. vorgestellt

Otto Wüst (* 26. Mai 1926 in Sursee; † 19. August 2002 ebenda) war ein Schweizer römisch-katholischer Geistlicher und von 1982 bis 1993 Bischof von Basel.

## Leben
Wüst wuchs in Sursee auf und besuchte die Schulen seiner Heimatstadt und das Gymnasium der Kantonsschule in Luzern, wo er 1947 mit der eidgenössischen Matura abschloss. Durch philosophische und theologische Studien an der Päpstlichen Universität Gregoriana in Rom bereitete er sich im Pontificium Collegium Germanicum et Hungaricum de Urbe auf sein priesterliches Berufsziel vor und empfing 1953 die Priesterweihe. 1956 wurde er mit einer Arbeit über die geschichtliche Entwicklung der Lehre von der «potestas vicaria divina» zum Doktor der Theologie promoviert. Er war anschliessend vier Jahre Vikar an der Berner Marienkirche und wurde 1960 Generalsekretär des Schweizerischen Katholischen Volksvereins mit Sitz in Luzern.
1966 trat Otto Wüst in den Dienst der Bistumsleitung des Bistums Basel, zunächst als Regens des Solothurner Priesterseminars, zwei Jahre später als diözesaner Personalchef.
Papst Paul VI. bestellte Otto Wüst 1975 zum Weihbischof in Basel und ernannte ihn zum Titularbischof von Tubia. Der damalige Bischof Anton Hänggi spendete ihm am 1. Februar 1976 die Bischofsweihe. Nach der Demission von Anton Hänggi im Jahr 1982 wählte ihn das Domkapitel zum neuen Bischof des Bistums Basel.
Elf Jahre wirkte er an der Spitze des bevölkerungsreichsten der sechs Schweizer Bistümer. Geprägt war seine Arbeit zunächst durch die Umsetzung der im II. Vatikanischen Konzil und in der Schweizer Synode 72 grundgelegten Reformen. Auf Landesebene war Wüst Präsident des Fastenopfers der Schweizer Katholiken und vertrat auf der Römischen Bischofssynode von 1983 die Schweizer Bischofskonferenz.
Eine hartnäckige Krankheit zwang Wüst 1993 zu einer Arbeitsunterbrechung von mehreren Monaten. Auf ärztlichen Rat ersuchte der Bischof im Sommer 1993 Papst Johannes Paul II. um Entbindung von seinen Amtspflichten. Die Demission blieb vorerst geheim und wurde erst nach ihrer Annahme durch den Papst am 26. Oktober 1993 bekannt gegeben.
Am 14. Januar 1994 wurde vom Domkapitel Hansjörg Vogel als sein Nachfolger gewählt.
Am 19. August 2002 starb der ehemalige Bischof im Spital Sursee nach einer langen, schweren Krankheit; er wurde am 26. August in der Gruft der St. Ursenkathedrale in Solothurn beigesetzt.